# Rahmengebühr
Eine Rahmengebühr ist eine entgeltliche Gegenleistung, die durch einen Mindest- und einen Höchstsatz bzw. -betrag begrenzt wird. Der angemessene Betrag ist im Einzelfall aus den Umständen zu ermitteln.

## Öffentliche Verwaltung
Rahmengebühren werden im Bereich der öffentlichen Verwaltung für individuell zurechenbare öffentliche Leistungen erhoben, bei denen der jeweilige Gebührentatbestand eine Vielzahl von Fallgestaltungen umfasst, für welche eine feste Gebühr nicht sachgerecht vorgesehen werden kann. 
Gem. § 13 Abs. 2 Bundesgebührengesetz (BGebG) sind bei der Festsetzung einer Rahmengebühr nach § 11 Nr. 3 BGebG die Grundsätze aus § 9 Absatz 1 bis 3 BGebG anzuwenden. Die Rahmengebühr soll danach
- kostendeckend und verhältnismäßig sein sowie
- einen in Geld berechenbaren wirtschaftlichen Nutzen für den von der Leistung Betroffenen angemessen berücksichtigen.

Das Bundesgebührengesetz hält insofern am Äquivalenzprinzip fest, das bereits in dem 2013 außer Kraft getretenen Verwaltungskostengesetz normiert war.

## Privatrecht
Im privatrechtlichen Bereich treten Rahmengebühren vor allem im Bereich der Gebührenordnungen der freien Berufe, etwa für Ärzte, Rechtsanwälte sowie für Notare auf.
Die Ausfüllung des Gebührenrahmens bedeutet eine Festlegung der Leistung durch den Gläubiger. Hierfür regelt § 315 BGB allgemein, dass in solchen Fällen die Leistungsbestimmung nach billigem Ermessen vorzunehmen ist. 

### Ärzte
Im Bereich der Privatliquidation durch Ärzte und Zahnärzte sind gem. § 5 GOÄ und § 5 GOZ insbesondere zu berücksichtigen:
- die Schwierigkeit der einzelnen Leistung, die auch durch die Schwierigkeit des Krankheitsfalles begründet sein kann
- der Zeitaufwand
- die Umstände bei der Ausführung.

Die Höhe der einzelnen Gebühr für persönliche ärztliche Leistungen bemisst sich nach dem Einfachen bis Dreieinhalbfachen des Gebührensatzes. Der 2,3fache Gebührensatz bildet die nach Schwierigkeit und Zeitaufwand durchschnittliche Leistung ab (§ 5 Abs. 2 Satz 3 GOZ). In der Regel darf deshalb eine Gebühr nur zwischen dem Einfachen und dem 2,3fachen des Gebührensatzes bemessen werden (sog. Regelspanne). Ein Überschreiten des 2,3fachen des Gebührensatzes ist nur zulässig, wenn Besonderheiten der genannten Bemessungskriterien dies rechtfertigen. Leistungen mit unterdurchschnittlichem Schwierigkeitsgrad oder Zeitaufwand sind mit einem niedrigeren Gebührensatz zu berechnen.

### Rechtsanwälte
Im Bereich der Vergütung für Rechtsanwälte sind gem. § 14 RVG insbesondere zu berücksichtigen:
- der Umfang und die Schwierigkeit der anwaltlichen Tätigkeit
- die Bedeutung der Angelegenheit
- die Einkommens- und Vermögensverhältnisse des Auftraggebers
- ein besonderes Haftungsrisiko des Rechtsanwalts, etwa wenn es im Einzelfall die allgemein vereinbarte Versicherungssumme der Berufshaftpflichtversicherung übersteigt.

Auszugehen ist von der sog. Mittelgebühr. Diese ergibt sich aus der Formel (Mindestbetrag + Höchstbetrag): 2. Der Rechtsanwalt hat bei der Ausübung seines Ermessens jedoch einen Toleranzspielraum von 20 %. In diesem Rahmen ist die Überprüfung der Ausübung des Ermessens nicht durch die Gerichte nachprüfbar. Im Falle eines Rechtsstreits erstellt die zuständige Rechtsanwaltskammer ein kostenloses Gebührengutachten (§ 14 Abs. 2 RVG).

### Notare
Das Gerichts- und Notarkostengesetz sieht in der Regel für bestimmte Tätigkeiten einen bestimmten Gebührensatz vor. Ausnahmsweise bestimmt der Notar die Gebühr im Einzelfall unter Berücksichtigung des Umfangs der erbrachten Leistung nach billigem Ermessen (§ 92 GNotKG).